# جبهه ملی ایران (چهارم)
در ۲۲ خرداد ۱۳۵۶، سه تن از سران جبهه ملی یعنی کریم سنجابی، داریوش فروهر و شاپور بختیار در نامه‌ای به شاه، از او خواستند که برای نجات کشور به حکومت استبدادی پایان داده، به اصول مشروطیت تمکین کند.
متن نامه سه امضایی ۲۲ خرداد ۱۳۵۶ به شاه:
طبق سخنان کریم سنجابی و نیز شاپور بختیار، متن این نامه توسط مهدی بازرگان نوشته شده بود.
پس از آن شاپور بختیار در ۶ شهریور ماه ۱۳۵۶ نامه‌ای به سید روح‌الله خمینی (از طریق سید ابوالحسن بنی‌صدر) نوشت و در آن از ایشان در خواست حمایت و راهنمایی می‌کند. این نامه بعد از انقلاب در ملاقاتی در ۱۴ اسفند ۱۳۵۹ برای اولین بار توسط ابوالحسن بنی‌صدر خوانده می‌شود و شاپور بختیار در کتاب خاطراتش ان را تصدیق می‌کند.

## اتحاد نیروهای جبهه ملی چهارم
فعالیت‌های اولیه برای حضور و تشکیل اتحاد نیروهای ملی با حضور منفردین و احزابی مانند حزب مردم ایران، سوسیالیست‌های نهضت ملی ایران، حزب ایران و حزب ملت ایران آغاز شد. ده نفر اولی که در این راستا شروع به فعالیت کردند عبارت بودند از: کریم سنجابی، شاپور بختیار، کاظم حسیبی، داریوش فروهر، ادیب برومند، حسین شاه‌حسینی، ابراهیم کریم آبادی، رضا شایان و علی اردلان.
سرانجام جبهه ملی فعالیت‌هایش را در ۲ آبان ۱۳۵۶ به صورت رسمی از سر گرفت و روز بیست و هشتم آبان ماه، اتحاد نیروهای جبهه ملی طی صدور بیانیه‌ای اعلام موجودیت کرد. به موجب این اعلامیه سوسیالیست‌های نهضت ملی ایران، حزب ایران و حزب ملت ایران عناصر متشکله جبهه ملی چهارم بودند که با توجه به گذشت زمان و پیشرفت وضعیت جبهه ملی و انقلاب در ۳۰ تیر ۱۳۵۷ «اتحاد نیروهای ملی» به «جبهه ملی چهارم» تغییر نام یافت.

## شورای مرکزی جبهه ملی چهارم (شورای مؤسس)
اعضای اولیه شورای جبهه ملی چهارم عبارت بودند از:
کریم سنجابی، عبدالعلی ادیب برومند، شاپور بختیار، داریوش فروهر، کاظم حسیبی، حسین شاه‌حسینی، ابراهیم کریم‌آبادی، علی اردلان، عبدالکریم انواری، بهروز برومند و خسرو سیف به نمایندگی از حزب ملت ایران، علی جان‌شانسی و عباس عاقل زاده به نمایندگی جامعه سوسیالیست‌های نهضت ملی ایران، ابوالفضل قاسمی به نمایندگی حزب ایران، ابوالقاسم لباسچی به عنوان رابط جامعه بازاریان، رحیم شریفی لطف آبادی، رضا شایان، احمد مدنی، حبیب‌الله ذوالقدر، عبدالرحمن برومند، مهدی آذر، یحیی صادق وزیری، شهاب فردوس، کشاورز صدر، ابوالفضل تولیت، اسدالله مبشری، جهانگیر حقشناس، احمد زیرک‌زاده، محمود مانیان، محمد آقامدیرشانه‌چی، شمس‌الدین امیرعلائی.
کاظم حسیبی بعنوان رئیس شورای مرکزی و ولی‌الله شهاب فردوس به عنوان نائب رئیس و عبدالکریم انواری به عنوان دبیر شورا انتخاب شدند و هیئت اجرایی عبارت بودند از: سنجابی رئیس و دبیر هیئت اجرایی،  بختیار رئیس تشکیلات، فروهر مسوول تبلیغات و انتشارات و سخنگو، رضا شایان مسوول مالی واسدالله مبشری مسوول بازرسی بعنوان اعضای کمیته مرکزی انتخاب شدند هیئت اجرایی از سوی شورا مأمور شدند منشور آرمان‌ها و خواسته‌های جبهه ملی را تنظیم کنند.
جبهه ملی ایران در جلسه شورای مرکزی خود تصویب کرد که دریافت هر گونه حکم نخست‌وزیری از شاه برای اعضا ممنوع باشد.
با توجه به موقعیت خاص کشور، کریم سنجابی در آبان ۱۳۵۷ از سوی شورای مرکزی مأموریت یافت که به کنگره جهانی حقوق بشر در کانادا اعزام شود اما در توقفی که در پاریس داشت به دیدار روح‌الله خمینی در پاریس رفت و از ادامه سفر منصرف شد و پس از دیدار با روح‌الله خمینی خواستار تغییر رژِم بر اساس همه‌پرسی شد.
اما عبدالکریم انواری دبیر شورای مرکزی در کتاب خاطرات خود بیان کرده که رفتن کریم سنجابی به پاریس و اقامت در آنجا با اطلاع هیئت اجرایی بوده و در همین خصوص شاهد گفتگوی دکتر برومند از اعضای هیئت اجرایی با دکتر سنجابی در مورد محل اقامتش در پاریس بوده‌است.
بیانیه سه ماده‌ای کریم سنجابی در هیئت اجرایی با رأی مثبت سنجابی، مبشری و فروهر در برابر ۲رای منفی بختیار و شایان به تصویب رسید؛ و در جلسه مورخ۱۳۵۷/۸/۲۳ شورای مرکزی که در محل کار شاپور بختیار برگزار شد به اتفاق آراء بیانیه سه ماده‌ای مورد تأیید شورای مرکزی قرار گرفت.
متن بیانیه اعلام مواضع دکتر سنجابی بدین شرح است:
بسمه تعالی
یکشنبه چهارم ذیحجه ۱۳۹۸
مطابق با چهاردهم آبانماه ۱۳۵۷
1. سلطنت کنونی ایران با نقض مداوم قوانین اساسی و اعمال ظلم و ستم و ترویج فساد و تسلیم در برابر سیاست بیگانه فاقد پایگاه قانونی و شرعی است.
2. جنبش ملی اسلامی ایران با وجود بقای نظام سلطنتی غیرقانونی، با هیچ ترکیب حکومتی موافقت نخواهد کرد.
3. نظام حکومت ملی ایران باید بر اساس موازین اسلام و دموکراسی و استقلال به وسیله مراجعه به آراء عمومی تعیین شود.

دکتر کریم سنجابی

## موضع‌گیری جبهه ملی ایران در خصوص نخست‌وزیر شدن شاپور بختیار
پس از اعلامیه سه ماده‌ای کریم سنجابی شورای مرکزی جبهه ملی بیانیه‌ای به شرح ذیل صادر کرده و اعلام می‌دارد که در هیچ ترکیب حکومتی شرکت نمی‌کند:
اطلاعیه
به نام خدا - هم میهنان:
استقرار حاکمیت ملی هدف جبهه ملی ایران است.
ساعت شش بعد از ظهر دیروز رئیس سازمان اطلاعات و امنیت کشور به خانه کریم سنجابی رئیس و دبیرکل هیئت اجرایی جبهه ملی ایران مراجعه کردند و ایشان را به کاخ نیاوران برای دیدار پادشاه بردند.
کریم سنجابی در این دیدار ضمن تشریح اعلامیه چهارم آبان ماه ۱۳۵۷ صادر شده در پاریس تأکید نمودند که بنا بر بند دو اعلامیه مذکور در اوضاع کنونی، جبهه ملی ایران در هیچ ترکیب حکومتی شرکت نخواهد کرد.
این دیدار مدت یکساعت به طول انجامید و کریم سنجابی ساعت هفت بعد از ظهر به خانه خود مراجعت کردند.
پنجشنبه ۲۳ آذر ماه ۱۳۵۷
جبهه ملی ایران
در طی ماه‌های مهر الی آذر محمد رضا شاه علاوه بر کریم سنجابی به صورت جداگانه با سایر ملّیون مانند غلامحسین صدیقی و شاپور بختیار برای تصدی نخست‌وزیری تماس می‌گیرد. پس از عدم پذیرش درخواست غلامحسین صدیقی مبنی بر باقی‌ماندن شاه در ایران و تشکیل شورای سلطنت، شاپور بختیار بدون اطلاع اعضای جبهه ملی حکم نخست‌وزیری خود را از شاه دریافت کرده و به مجلسین برده تا مورد تأیید قرار گیرد.
هیچ‌کدام از اعضای جبهه ملی با توجه به این موضوع و تخلف آشکار حاضر به همکاری با شاپور بختیار نشدند. بختیار علی‌رغم مخالفت جبهه ملی ایران و او بدون توجه به مصوبه قبلی شورای مرکزی مبنی بر خودداری اعضای جبهه ملی ایران از پذیرش پست نخست‌وزیری، این پست را قبول می‌کند
پس از آن برای رسیدگی به این موضوع در تاریخ ۹ دی ۱۳۵۷ جلسهٔ شورای مرکزی جبهه ملی ایران در منزل کریم سنجابی که با حضور تمامی اعضای قدیمی و ذی‌نفوذ مانند:
داریوش فروهر، رضا شایان، ابوالقاسم لباسچی، بهروز برومند، ابوالفضل قاسمی، خسرو سیف، حسین شاه‌حسینی، صدری، عاقل‌زاده، قندهاریان، حبیب‌الله ذوالقدر، ادیب برومند، شمس الدین امیر علائی، مهدی آذر، کریم سنجابی، احمد مدنی، علی اردلان و عبدالکریم انواری برگزار می‌گردد. در مورد ماده ۳ گانه اعلامی سنجابی بحث شده و چون در هیئت اجرایی مورد پذیرش قرارگرفته بود در شورای مرکزی هم عدم تمکین به این موضوع باعث گردید که در مورد عدم همکاری جبهه ملی با بختیار رای‌گیری به عمل آورده و در پایان رای‌گیری تمامی افراد حتی بدون رأی ممتنع برکناری شاپور بختیار از عضویت در جبهه ملی رأی مثبت دادند.
همچنین در حزب ایران طی بیانیه از تصمیم کریم سنجابی حمایت کرده و شاپور بختیار را از مسوولیت‌های حزبی برکنار کرده ولی ادامه عضویت او در حزب ایران موکول به پلنوم حزب ایران شد.

### بیانیه جبهه ملی ایران در خصوص برکناری شاپور بختیار از سمت‌های حزبی
به نام خدا
طبق گزارش‌های رسیده آقای دکتر شاپور بختیار عضو جبهه ملی ایران بدون رعایت انضباط سازمانی مأموریت تشکیل دولت را پذیرفته‌اند. جبهه ملی ایران بدانسان که اعلام داشته‌است نمی‌تواند با وجود نظام سلطنتی غیرقانونی با هیچ ترکیب حکومتی موافقت نماید.
شورای مرکزی جبهه ضمن تقبیح شدید اقدام دکتر شاپور بختیار به آگاهی همگان می‌رساند که در این شرایط تشکیل دولت از طرف ایشان به هیچ روی با مصوبات آرمانی و سازمانی جبهه ملی ایران سازگاری ندارد و به همین دلیل از عضویت جبهه ملی ایران برکنار می‌شوند.
شنبه نهم دی‌ماه ۱۳۵۷

شورای مرکزی جبهه‌ملی ایران"

## بیانیهحزب ایراندر خصوص برکناری دکترشاپور بختیاراز سمت‌های حزبی:[۲۵]
هم میهنان!
چون بر خلاف مفاد قطعنامه پلنوم روز پنج شنبه هفتم دی ماه ۱۳۵۷ حزب ایران، مشعر به اینکه با پذیرش این واقعیت عینی که بافت انقلاب عظیم و گسترده ایران اسلامی و ملهم از رهنمودهای پیشوای بزرگ روحانیت آیت الله العظمی خمینی می‌باشد و بخصوص مفهوم مواد یک و سه این قطعنامه که عیناً نقل می‌گردد.
۱- مشی سیاسی حزب ایران در جبهه ملی، اصول سه‌گانه اعلامیه ۱۴ آبان پاریس (مورد توافق آیت الله العظمی خمینی و دکتر کریم سنجابی) می‌باشد که کادر رهبری حزب همواره باید در چارچوب آن عمل نماید.
۲- حزب ایران نه تنها باید از هر گونه گروه‌بندی و اندیشه فرقه گرایی در داخل جبهه ملی احتراز جوید، بلکه باید با هر نوع پندار تکروی و دسته‌بندی بشدت مبارزه کند و مانند یک سازمان متعهد تابع اکثریت آراء جبهه ملی باشد و نشان دهد که از حیث وحدت خواهی و جانبداری از جبهه ملی ایران و دبیرکل دکترکریم سنجابی در صف اول مبارزه قرار دارد.
شاپور بختیار بدون هیچگونه مأموریتی از طرف حزب اقدام به قبول زمامداری کرده‌اند، لذا بدین وسیله اعلام می‌شود که ایشان از کلیه سمت‌هایی که در حزب داشتند برکنار می‌گردند و اتخاذ تصمیم در مورد ایشان موکول به پلنوم آینده حزب ایران خواهد بود.

یک شنبه ۱۰ دیماه، هیئت اجرائیه حزب ایران

## انقلاب
دیدار سنجابی از رهبران جبهه ملی با خمینی در فرانسه اگرچه بعدها با انتقادات زیادی روبرو شد اما نشانگر عزم جبهه ملی برای شرکت در آینده سیاسی ایران بود.
در ۲۲ اسفند ۱۳۵۷ با توجه به فضای باز به وجود آمده ناشی از انقلاب، کریم سنجابی به همراه کاظم حسیبی طی اعلامیه از عموم مردم برای مشارکت در بازسازی جبهه ملی ایران دعوت به مشارکت کردند و خواستار حضور احزاب ملی‌گرا در جبهه ملی ایران شدند. کاظم حسیبی در اولین جلسه شورای مرکزی جبهه ملی به سمت رئیس شورای مرکزی انتخاب شد. او این سمت را تا پایان دوره جبهه ملی چهارم بر عهده داشت.
اگرچه اعضای جبهه ملی ایران مانند سایر گروه‌های اپوزیسیون غیر مذهبی در شورای انقلاب عضویت نیافتند. کریم سنجابی در این مورد می‌گوید: آیت‌الله مطهری و آیت‌الله بهشتی از طرف آیت‌الله خمینی از او برای شرکت در شورای انقلاب دعوت کردند ولی وی نپذیرفت. ولی جبهه ملی ایران در کابینه مهدی بازرگان شرکت جست و کریم سنجابی، علی اردلان، داریوش فروهر و احمد مدنی (به ترتیب وزیر امور خارجه، وزیر اقتصاد، وزیر کار، وزیر دفاع) به عنوان وزرای کابینه حضور داشتند و حسین شاه‌حسینی نیز مسوولیت سازمان تربیت بدنی را پذیرفت اما پس از مدت کوتاهی دکتر کریم سنجابی (۱۳۵۸/۱/۲۷) از کابینه کناره‌گیری نمود.

### انشعاب و ائتلاف
اولین گروه منشعب از جبهه ملی، جامعه سوسیالیست‌ها بودند که جبهه ملی را ۱۴ اسفند ۱۳۵۷ ترک کردند و به جبهه دموکراتیک ملی به رهبری متین دفتری پیوستند. در۳۱ خرداد ۱۳۵۸ حزب ملت ایران به دبیر کلی داریوش فروهر مصاحبه‌ای ترتیب داده و اعلام می‌دارد که: حزب ملت ایران بر پایه پان ایرانیسم از جبهه ملی خارج می‌شود.
اصغر پارسا در این مورد چنین می‌گوید:
 جبهه ملی ایران از ابتدای تشکیل، دین و حکومت را جدای از یکدیگر می‌دانسته و من پیوسته چه در زندان‌های دوران محمدرضا شاه یا جمهوری اسلامی و چه سال‌هایی که آزاد بودم به این امر مهم توجه داشتم. جوانانی که امروزه سن و سالی از آنها گذشته اگر دوران زندان قصر را در سال‌های ۴۱ و ۴۲ بخاطر آورند اعتقاد مرا به این موضوع خوب می‌دانند و در زندان هم با بعضی از اعضای جبهه ملی چون مهندس مهدی بازرگان و دکتر یدالله سحابی اختلاف عقیده‌ای که داشتم در موضوع حکومت و دیانت بود و حکومت ملی و حکومت دینی را دو مقوله متفاوت می‌دانستم. در دوران انقلاب من با شرکت کردن جبهه ملی در دولت موقت انتخاب شده از سوی آیت‌الله خمینی مخالف بودم و در حضور مرحوم الله یار صالح به مرحوم دکتر کریم سنجابی گفتم من با حکومت شاه مخالف بوده و هستم و تا شما که دبیرکل جبهه ملی هستید لااقل از دولت موقت خارج نشوید کاری با فعالیت‌های شما بنام جبهه ملی ندارم و مدتی بعد در اردیبهشت ۱۳۵۸ روزی به مرکز تشکیلات جبهه ملی واقع در خیابان کارگر پای نهادم که چند روزی از استعفای دکتر کریم سنجابی از دولت می‌گذشت و جبهه ملی در خصوص گرایش بقدرت رسیدگان به استبداد با نگاهی انتقادی می‌نگریست و نظر غالب در شورای جبهه ملی این بود که حکومت دینی راه حل مشکلات جامعه نیست.
پس از استعفای کریم سنجابی از سمت وزارت خارجه دولت موقت، غلامحسین صدیقی و اصغر پارسا همکاری خود را با جبهه ملی دوباره آغاز می‌کند.
با توجه به تغییرات پیش آمده اساسنامه‌ای جدید تحت نظر نصرت‌الله امینی، علی اشرف منوچهری، مسعود حجازی، مهرداد ارفع زاده، عبدالکریم انواری و با توجه به نظرات غلامحسین صدیقی بازنویسی شد که مهم‌ترین تغییر آن ایجاد هیئت رهبری پنج نفره و هیئت اجرایی هفت نفره بود.

هیئت رهبری اولیه جبهه ملی عبارت بودند از: کریم سنجابی، ادیب برومند، اصغر پارسا (سخنگوی جبهه ملی ایران)، غلامحسین صدیقی و یوسف جلالی موسوی. . جبهه ملی هفت نفر را تحت عنوان هیئت اجرایی به ریاست مسعود حجازی انتخاب می‌نماید و اصغر پارسا نیز به عنوان سخنگوی جبهه ملی و مدیر مسوول روزنامه پیام جبهه ملی ایران اعلام می‌گردد. هیئت اجرائیه جبهه ملی شامل مهدی آذر، مسعود حجازی، پرویز ورجاوند، ابوالقاسم لباسچی، مهدی غضنفری، علی اکبر محمودیان و سید حسین موسویان بود.
با وجود این تغییرات اما بار دیگر اختلافات باعث گردیدغلامحسین صدیقی با ۶ نفر از اعضا (خازنی، فرهنگ، کریم آبادی، کشاورز صدر و مولوی) در بهمن ۱۳۵۸ از شورای مرکزی جبهه ملی و هیئت رهبری استعفاء دادند. ارگان رسمی جبهه ملی در این دوران نشریه پیام جبهه ملی به مدیر مسوولی مهدی آذر و سردبیری اصغر پارسا و مدیریت اجرایی حسین موسویان بود.

### جبهه ملی، و قانون اساسی
جبهه ملی ایران پس از خروج کریم سنجابی و علی اردلان از هیئت دولت به صورت محسوسی از مذهبیون حاکم بر ایران فاصله گرفت. جبهه ملی برای قانون اساسی طرحی اصلاحی خود را منتشر کرد و اعضای جبهه ملی اقدام به ثبت نام و شرکت در مجلس خبرگان قانون اساسی نمود که توفیقی حاصل نکردند. سپس جبهه ملی در مخالفت با قانون اساسی تهیه شده توسط مجلس خبرگان قانون اساسی اقدام به نشر بیانیه کرد و همچنین ضمن اعلام مخالفت با قانون اساسی تغییر یافته در مجلس خبرگان قانون اساسی، در همه‌پرسی مربوط به قانون اساسی شرکت نخواهد نکرد. همچنین در مورخ ۷/۹/۱۳۵۸ طی بیانیه‌ای جبهه ملی ایران نسبت به ایجاد زمینه برای سلطه استبداد در صورت اجرای قانون اساسی تهیه شده توسط مجلس خبرگان اعلام می‌نماید و مخالفت خود را با قانون اساسی اعلام می‌دارد.

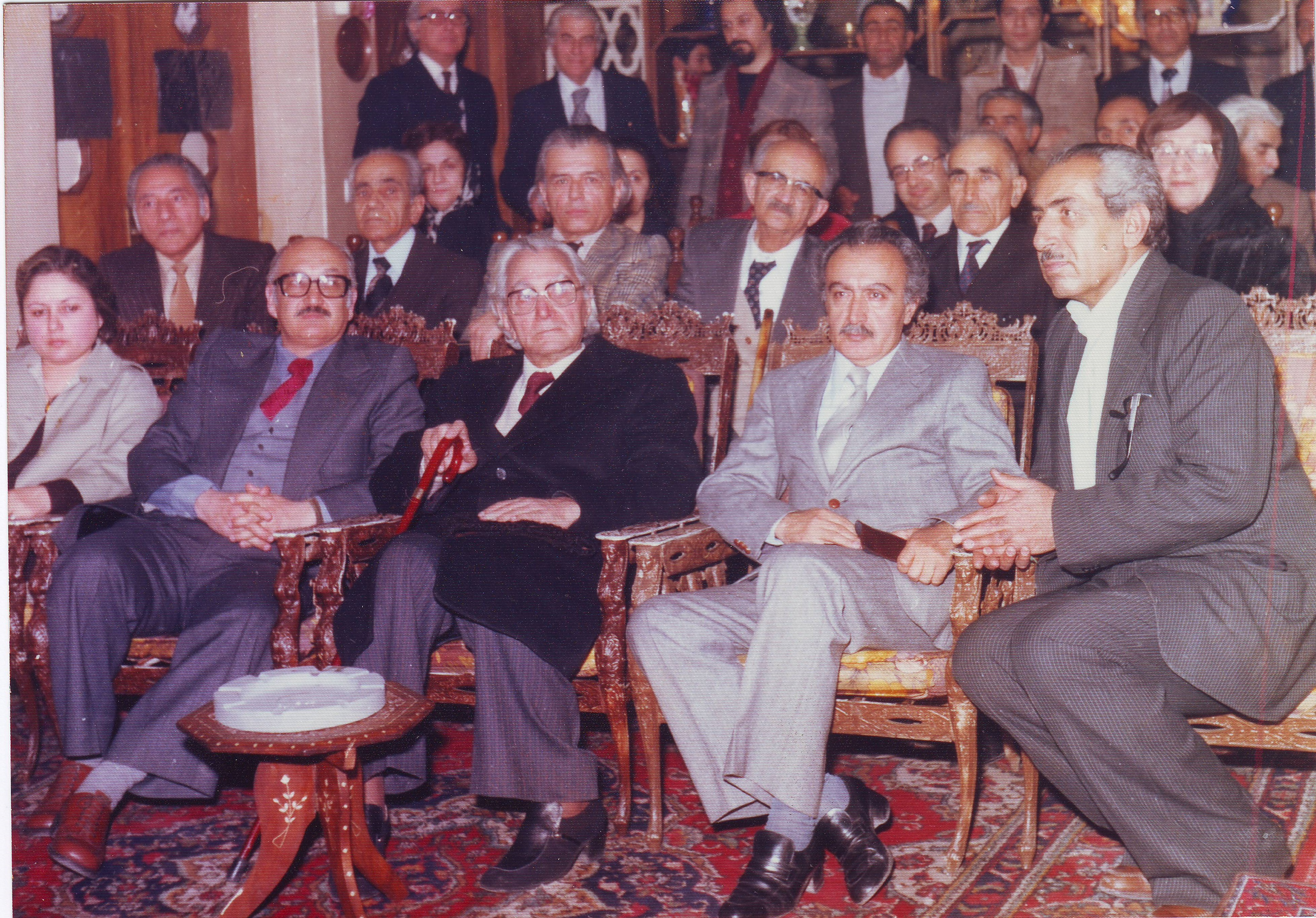
دکتر ورجاوند- دکتر سنجابی- ادیب برومند- جلسه عمومی جبهه ملی ایران

### گروگانگیری و تسخیر سفارت آمریکا
جبهه ملی با گروگانگیری و تسخیر سفارت مخالفت کرد و پس از نشر اسناد منسوب به سفارت آن را توطئه‌ای برای انحراف انقلاب و حذف نیروهای مخالف دانست.

### انتخابات اولین مجلس شورای ملی پس از انقلاب
اعضای جبهه ملی در اولین دوره انتخابات شورای ملی پس از انقلاب شرکت کردند و برخی از آنان که رأی آورده بودند، یا در مجلس اعتبارنامه‌هایشان مورد تصویب قرار نگرفت یا انتخابات باطل شد یا اعتبارنامه‌هایشان از سوی وزیر کشور صادر نشد. اعضای جبهه ملی که اعتبار نامه‌های آنان مورد تأیید قرار نگرفت یا انتخابات در حوزه آنان باطل شد عبارت بودند از: علی اردلان از حوزه انتخاباتی تویسرکان، خسرو قشقایی از حوزه انتخاباتی اقلید، احمد مدنی از حوزه انتخاباتی کرمان، کریم سنجابی از حوزه انتخاباتی کرمانشاه، ابوالفضل قاسمی از حوزه انتخاباتی درگز. همچنین احمد سلامتیان از حوزه اصفهان به نمایندگی اولین دوره مجلس شورا ملی پس از انقلاب انتخاب شد اما پس از وقایع سال ۱۳۶۰ و به دنبال صدور حکم ارتداد جبهه ملی و حمایت از بنی صدر و مخالفت با آیت الله خمینی مجبور به ترک ایران شد.

### اعتراض علیه لایحه قصاص و حکم ارتداد
پس از انقلاب، جبهه ملی در جهت برپایی یک نظام لیبرال دموکراسی گام برمی‌دارد، اما رویدادهایی که در سال‌های پس از انقلاب رخ داد کاملاً در تضاد با مشی و آرمان جبهه ملی قرار داشت. بسیاری از یاران سابق جبهه ملی در برابر آرمان‌های جبهه یعنی برقراری حکومت سکولار قرار گرفتند که از آن جمله می‌توان داریوش فروهر و حزب ملت ایران، اعضای گروه متین دفتری، نهضت آزادی، و افرادی ماند مهندس سحابی و افرادی که اکنون به گروه ملی مذهبی معروفند را نام برد.
این رویارویی هنگام تقدیم لایحه قصاص برگرفته از احکام شرع به مجلس به اوج خود رسید. در آن هنگام جبهه ملی در اعلامیه‌ای چنین عنوان کرد:
... هموطنان شرافتمند مردم غیور و آزادیخواه ایران. در شرایطی که همه آزادیهای فردی و اجتماعی توسط هیئت حاکمه مستبد و انحصارگر زیر پا نهاده شده و استقلال مملکت در معرض خطرات جدی قرار دارد… و بالاخره در شرایطی که انقلاب بزرگ ملت را از کلیه هدفهای بنیادی خود منحرف کرده‌اند از شما دعوت می‌کنیم که ساعت ۴ بعد از ظهر روز دوشنبه بیست و پنجم خرداد ماه در گردهمایی و راهپیمایی جبهه ملی بانگ اعتراض خود را به گوش جهانیان برسانیم.
و مردم را به راهپیمایی ضد سیاست‌های حاکمیت دعوت کرد که با درگیری‌هایی همراه بود. از صبح روز راهپیمایی آیت‌الله خمینی در برابر آن موضع گرفت و سران جبهه ملی را با فتوایی بی‌سابقه به ارتداد متهم ساخت.
قسمتی از سخنان آیت‌الله خمینی در مورد جبهه ملی در ۲۵ خرداد ۱۳۶۰:
من می‌خواهم ببینم که این راهپیمایی که امروز اعلام شده‌است، اساس این راهپیمایی چه هست. من دو تا اعلامیه از «جبهه ملی»، که دعوت به راهپیمایی کرده‌است، دیدم. در یکی از این دو اعلامیه، جز انگیزه‌ای که برای راهپیمایی قرار داده‌اند، «لایحه قصاص» است؛ یعنی مردم ایران را دعوت کردند که مقابل لایحه قصاص بایستند. در اعلامیه دیگری که منتشر کرده بودند تعبیر این بود که «لایحه غیرانسانی» ملت مسلمان را دعوت می‌کنند که در مقابل لایحه قصاص راهپیمایی کنند، یعنی چه؟ یعنی در مقابل نص قرآن کریم راهپیمایی کنند! شما را دعوت به قیام و استقامت و راهپیمایی می‌کنند در مقابل قرآن کریم. نص قرآن کریم آقایان تمام تکلیف‌ها را به جا آوردند و عمل کردند، فقط یک تکلیف مانده و آن جمهوری اسلامی را به هم زدن؟! تمام تکلیف‌هایی که بر ما و شما متوجه‌است، چه از قشر نویسندگان و روشنفکران و جبهه‌ها و نهضت‌ها و سایرین، تمام تکالیف فقط منحصر به این شده‌است که این جمهوری اسلامی را در خارج از کشور طور دیگری که هست نمایش بدهید و مردم را دعوت کنید که بر خلاف جمهوری اسلامی شورش کنند؟! دیگر همه چیز درست شده‌است، فقط این یکی مانده؟ !... من باید متأسف باشم، من باید بسیار متأسف باشم، از اینکه غیب نمی‌دانم! نمی‌دانستم در چنته اینها چه هست. من بعضی از اینها را می‌پذیرفتم؛ به ایشان هم محبت می‌کردم؛ لیکن نمی‌دانستم که اینها بر ضد قرآن هم قیام می‌کنند. او در نهایت تصریح کرد: «اینها مرتدند. جبهه ملی از امروز محکوم به ارتداد است. بله، جبهه ملی هم ممکن است بگویند که ما این اعلامیه را نداده‌ایم. اگر آمدند در رادیو امروز بعد از ظهر آمدند در رادیو اعلام کردند به اینکه این اعلامیه‌ای که حکم ضروری مسلمین، جمیع مسلمین، را غیرانسانی خوانده، این اطلاعیه از ما نبوده؛ اگر اینها اعلام کنند که از ما نبوده، از آنها هم ما می‌پذیریم.

### جبهه ملی در دهه شصت
پس از اعلام حکم ارتداد، رژیم دستگیری سران و مسوولین جبهه ملی را آغاز کرد و طی یک سال اکثریت اعضای هیئت اجرایی و هیئت رهبری و شورای مرکزی جبهه ملی دستگیر شدند. سایر اعضا نیز مجبور به زندگی مخفی یا ترک ایران شدند. در گزارش در دهه ۶۰ چه گذشت در این زمینه چنین آمده‌است:

در سال ۱۳۶۰ عده‌ای از اعضاء شورای جبهه ملی و مسئولین آن بازداشت شدند. در اوضاع ویژه‌ای که برجامعه حاکم بود دستگیری‌ها ادامه داشت. تنی چند از رهبران تراز اول جبهه ملی مانند کریم سنجابی، مهدی آذر، مسعود حجازی، ابوالقاسم لباسچی، ادیب برومند و اصغر پارسا که زندگی مخفی را برگزیده بودند هر روز احتمال گرفتار شدن آنان وجود داشت. خسرو قشقایی عضو باسابقه جبهه ملی و از یاران نزدیک دکتر مصدق در سال ۱۳۶۱ به اتهام ارتباط با دولت آمریکا اعدام شد.

عده‌ای هم به زندان افتاده بودند که نامه‌های برخی از آنان چنین بود: علی اردلان عضو هیئت رهبری؛ منوچهر اطمینانی از سازمان اصناف؛ هوشنگ اعتصامی فر از کارگران؛ فرهاد اعرابی از کرج؛ حسین بیک زاده از اصناف کرج؛ ابوالفضل قاسمی دبیرکل حزب ایران که قبل از ۲۵ خرداد بازداشت شده بود؛ عباس عابدی تجریشی دبیر دبیرستان‌ها و عضو کمیته شمیران؛ محمد شاهدی از سازمان کارمندان؛ فرهاد بیشه‌ای از سازمان جوانان؛ حسن خرمشاهی مسئول کمیته اصناف و عضو شورای مرکزی جبهه ملی (او اولین فردی بود که روز ۲۵ خرداد در میدان انقلاب بازداشت شد)؛ مهدی غضنفری از اصناف و عضو هیئت اجرائیه جبهه ملی؛ صادق طوسی از اصناف؛ علیقلی سوزنی از بازار؛ اسدالله مبشری عضو شورای مرکزی جبهه ملی؛ سرتیپ بازنشسته ناصر مجللی عضو شورای مرکزی جبهه ملی (اولین رئیس شهربانی پس از انقلاب)؛ حسین نایب حسینی از کمیته اصناف؛ محمد یگانه مسئول کمیته کَن و از اصناف؛ صمد ملکی از کارمندان؛ کریم دستمالچی از بازار؛ پرویز ورجاوند عضو شورای مرکزی و هیئت اجرائیه. یادآوری می‌شود که در همان روز ۲۵ خرداد ۶۰ صدها نفر از اعضا و طرفداران جبهه ملی در کوچه و خیابان و بازار دستگیر شدند. زندانیان جبهه ملی محدود به نامبردگان نبودند و در شهرستانها هم گروه کثیری در زندان به سر می‌بردند، و با پژوهشهایی که در جریان است امید می‌رود که لیست اسامی همه زندانیان جبهه ملی در دهه ۶۰ پیوست این گزارش شود. در سال‌های بعد (تاپایان سال ۶۳) دستگیری‌ها ادامه یافت و کریم سنجابی و مهدی آذر و ابوالقاسم لباسچی، مهدی مقدس‌زاده، و احمد مدنی ناچار به مهاجرت از ایران شدند. اصغر پارسا و مسعود حجازی نیز دستگیر شدند.
با وجود تمامی فشارها و دستگیری‌های افراد و اعضای جبهه ملی در دههٔ ۶۰ فعالیت جبهه ملی هرگز تعطیل نشد. در دهه ۶۰ سازمان‌های جبهه ملی ایران تحت هدایت مهدی مؤیدزاده (نماینده منتخب شورای رهبری و شورای اجرائی) به صورت غیر علنی و مخفی فعالیت نموده و همچنین ارتباط با اعضا حفظ گردید؛ اما به دلیل فشارهای وارده جبهه ملی قادر به فعالیت‌های دارای نمود خارجی نبود.
جبهه ملی که هجوم حکومت و تعطیلی خود را قطعی می‌دانست در بیست و چهارم خرداد شصت در جلسه مشترک هیئت‌های رهبری و اجرائی جبهه ملی ایران تمامی اختیارات سیاسی و تشکیلاتی جبهه ملی را به اصغر پارسا، قائم مقام هیئت رهبری و مسعود حجازی، قائم مقام هیئت اجرائیه تفویض می‌کند تا ضمن حذف تشکیلات و ساختار جبهه ملی در برابر سرکوبی که در راه بود راهکاری اندیشیده شود. اصغر پارسا و مسعود حجازی نیز با توجه به در خطر بودن تمامی اختیارات خود را به  مهدی مؤیدزاده واگذار می‌کنند و در ان دوران به عنوان رهبر جبهه ملی وظیفه اداره سازمانهای را بر عهده داشت.
 موسویان رئیس هیئت اجرایی و مسوول تشکیلات جبهه ملی در نامه سرگشاده خود به شورای مرکزی در مورد فعالیت‌های علنی و آخرین نشست شورای مرکزی در دهه ۶۰ چنین می‌نویسد:
... در تابستان سال ۶۴ اعضای باقی‌مانده شورای مرکزی در جلسه‌ای که به دعوت دانشپور نایب رئیس شورا و در منزل حسین شاه‌حسینی تشکیل شد گرد هم آمدند و پس از بحث و گفتگوی طولانی به این جمع‌بندی رسیدند که جبهه ملی در آن شرایط که کشور درگیر جنگ گسترده با دشمن تجاوزگر خارجی است باید فقط به کار تشکیلاتی خود ادامه دهد و تا پایان یافتن جنگ برای شروع کار سیاسی منتظر بماند.